# Edelény
Edelény (vyslovováno [edeléň], slovensky Edelín) je město v severovýchodním Maďarsku v župě Borsod-Abaúj-Zemplén, těsně u hranic župy Szabolcs-Szatmár-Bereg. Nachází se asi 18 km severovýchodně od Miškovce a je správním městem stejnojmenného okresu. V roce 2018 zde žilo 9 389 obyvatel, z nichž jsou 92 % Maďaři a 8 % Romové. Městem protéká řeka Bodva.
Území dnešního města bylo osídleno již od dávnověku. Nalezeny zde byly nástroje z doby kamenné. Současné město je jako obec poprvé zmíněno v roce 1299. Vesnice Borsod, která byla v 20. století k městu připojena, je nicméně starší a její první zmínka pochází z roku 1108. Během turecké okupace Uher byla tehdejší obec několikrát opuštěna. Rozvoj Edelény odstartoval až v polovině 19. století, kdy zde byl roku 1838 postaven cukrovar a později otevřen povrchový hnědouhelný důl. Až do druhé světové války zde žila početná židovská populace, která byla odvezena transporty smrti do vyhlazovacích táborů. V roce 1986 získala původně obec statut města který má do současné doby. Po roce 1990 a deindustrializaci Maďarska se zde objevil trend poklesu počtu obyvatel. Po roce 2013 poklesl počet obyvatel Edelény pod 10 tisíc. 
Hlavní dominantou města je Kaštel L’Huillier–Coburg, který obklopuje rozsáhlý zámecká zahrada. Uvnitř reprezentativního sídla se nachází obrazárna/muzeum. Kromě toho se ve městě nachází také řeckokatolický kostel svatého kříže a římskokatolický kostel zasvěcený srdci Ježíšovu.
Městem prochází železniční trať Sajóbábony–Tornádaska, která vede až na státní hranici se Slovenskem. Jediné nádraží na území města se nachází na východmím okraji Edelény. Trasu trati víceméně kopíruje silnice č. 27 celostátního významu, která prochází samotným středem města.